# Амілтон Моуран
Антоніу Амілтон Мартінс Моуран (порт. Antônio Hamilton Martins Mourão; нар. 15 серпня 1953, Порту-Алегрі, Ріу-Гранді-ду-Сул) — бразильський політик і відставний генерал армії, віцепрезидент Бразилії з 2019 по 2023 рік.

## Біографія
Народився в сім'ї генерала. Проходив навчання у Військовій академії Агульяс-Неграс. Моран брав участь у миротворчій місії в Анголі, був військовим аташе в посольстві Бразилії в Каракасі, Венесуела.
У серпні 2018 роки він став кандидатом у віцепрезиденти Бразилії в парі з Жаїром Болсонару, 28 жовтня обраний віцепрезидентом.